# 法保
參數所指定的目標頁面不存在，建議更正成存在頁面或直接建立下列一個頁面（建立前請先搜尋是否有合適的存在頁面可以取代）：
- 法保 (消歧義)

法保（？—？），富察氏，滿洲鑲黃旗人，清朝政治人物。
左都御史尼滿長子，康熙年間官至三等侍衛。

## 家族及關連
法保屬鑲黃旗滿洲沙濟富察氏第九世。
- 父：尼滿。
- 弟：
  - 常在，閑散。
  - 永存，官至國子監助教。
  - 壽保，閑散。
  - 永德，官至陵寢總管。
  - 寶存，官至三等侍衛。
- 子：
  - 實成。
  - 八十一。
  - 寶在。
  - 法爾遜。
  - 五格。
  - 福明，早卒，無嗣。
  - 公岱，早卒，無嗣。